# Nuntă

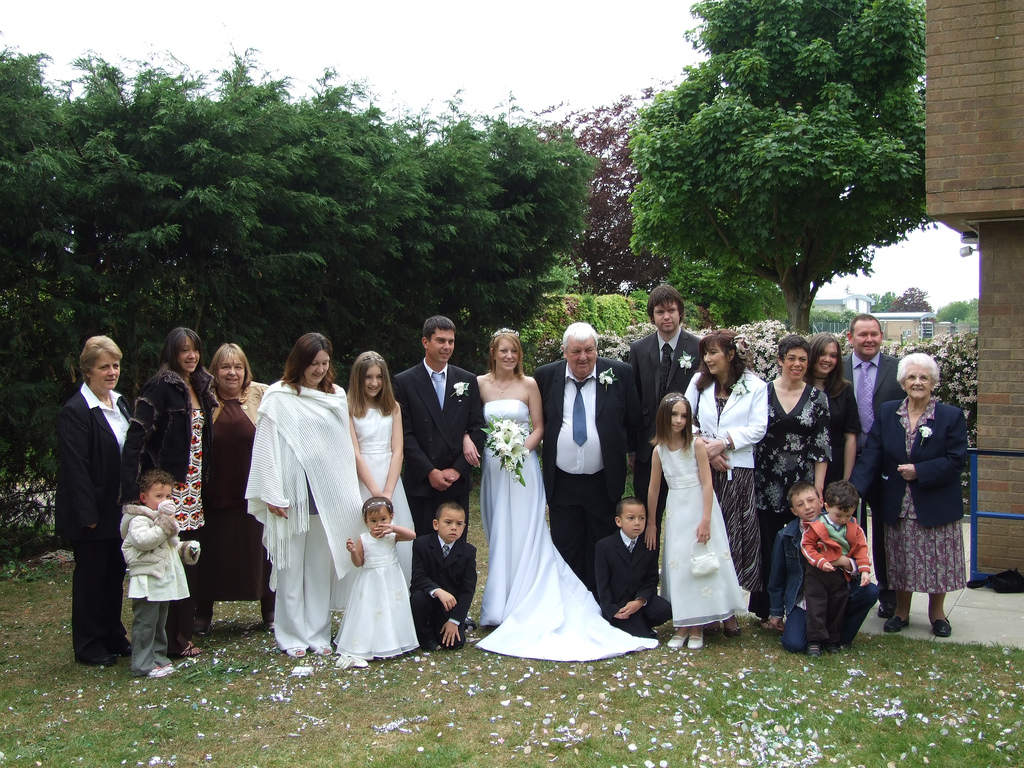
Participanți la o nuntă

Nunta este o ceremonie religioasă și/sau civilă, în timpul căreia se sărbătorește începutul unei căsătorii. În mod obișnuit, nunta este un ritual care se oficializează uniunea dintre două persoane (în majoritatea țărilor lumii: de sexe diferite) în fața unei autorități civile sau/și religioase, urmată de o petrecere.
Nunta este compusă din mai multe părți:
- cununia civilă
- cununia religioasă
- petrecerea ce urmează ceremoniei religioase sau cununiei civile, petrecere la care sunt invitate rudele pentru a serba unirea celor doi tineri printr-o ceremonie mai mult sau mai puțin fastuoasă.
- noaptea nunții